# Monir
Monir är ett könsneutralt förnamn. 168 män har namnet i Sverige och 63 kvinnor. Flest bär namnet i Stockholm, där 65 män och 33 kvinnor har namnet.